# Pala di San Domenico di Pesaro

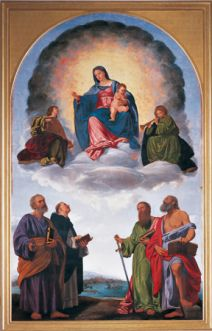
L'opera restaurata

La Pala di San Domenico di Pesaro è un dipinto a olio su tavola (505x212 cm) di Giovanni Gerolamo Savoldo, databile al 1524-1526 e conservato nella Pinacoteca di Brera di Milano.

## Storia
Nel 1524 i domenicani del convento di San Domenico di Pesaro commissionarono al Savoldo, stabilitosi da qualche anno a Venezia, una grande pala per l'altare maggiore della chiesa. Il contratto venne firmato il 15 giugno col priore Innocenzo da Pesaro.
La commissione comprendeva anche l'esecuzione di una cimasa con una "Pietà di Nostro Signore Yhesu Cristo", identificata con il Cristo morto sorretto da Giuseppe d'Arimatea, conservato nel Museum of Art di Cleveland, e una predella, ora perduta, costituita da due "quadricti" e da uno sportello per il Santissimo Sacramento con dipinta una Testa di san Pietro Martire. Coevo è anche il Riposo durante la fuga in Egitto della collezione Castelbarco Albani di Milano, già nella stessa chiesa di San Domenico a Pesaro.
L'enorme complesso era stato già smembrato nel XVII secolo e le singole parti si erano fin da allora disperse. Probabilmente ciò avvenne verso il 1646, quando la pala venne spostata per il rifacimento in forme barocche della chiesa. Un'iscrizione sulla carprenteria ricorda ancora come il dipinto fu di nuovo "levato" nel 1797.
Con la soppressione del convento, nel 1808, i napoleonici la destinarono a Brera. Per le sue dimensioni, l'opera ha lasciato la sala solo due volte, in occasione dei conflitti mondiali. Anche per il restauro, concluso nel 2005, venne tenuta in una teca trasparente in policarbonato con una piattaforma mobile, usata dalle restauratrici all'interno del museo.

## Descrizione e stile
La pala mostra la Madonna col Bambino che, seduta su una nuvola tra due angeli musicanti, manda una benedizione a quattro santi sottostanti, inseriti in un paesaggio: essi sono, da sinistra, san Pietro, san Domenico di Guzman, san Paolo e san Girolamo. Si tratta di una visione mistica, evocata dai santi e dalle loro letture.
Le figure del santi, di grandezza superiore al naturale, si trovano sul primissimo piano e rappresentate con un punto di vista dal basso. Tra di essi si apre un pregevole paesaggio con Venezia vista dalle Fondamenta Nuove, in modo da far emergere al centro della scena la basilica domenicana di San Zanipolo, l'ideale casa madre di tutti i domenicani delle aree di influenza della Serenissima. Se nella metà inferiore si diffonde una luce naturale, quella superiore è dominata dalla sfolgorante  nube luminosa dietro Maria, fatta di serafini in volo, che citano la pala dell'Assunta di Tiziano.
Nei panneggi dei personaggi l'artista usò quel suo particolare modo di renderli pesanti e lucidi come il velluto, con forti riflessi argentei dati da pennellate dense e corpose.